# Xitole
Xitole ist ein Dorf im Süden Guinea-Bissaus mit 447 Einwohnern (Stand 2009).
Der Ort ist Sitz des gleichnamigen Verwaltungssektors mit einer Fläche von 1339,2 km² und 16.928 Einwohnern (Stand 2009), vornehmlich Fulbe und Mandinka.
Der Sektor Xitole ist stark ländlich geprägt und besitzt keinen größeren Hauptort. Die namensgebende Ortschaft war bis zur Unabhängigkeit 1974 ein Militärlager der Portugiesischen Streitkräfte während des Kolonialkriegs in Portugiesisch-Guinea und ist heute ein unbedeutendes Dorf.

## Sehenswürdigkeiten
Die bedeutendste Sehenswürdigkeit in Xitole sind die Ruinen der Brücke Ponte Marechal Carmona. Die Reste der in Kolonialzeiten errichteten und nach dem portugiesischen General und Staatspräsidenten Óscar Carmona benannten Brücke bietet einen einzigartigen Aussichtspunkt über die weite Landschaft rund um den Rio Corubal.
Im ursprünglichen Hauptort Xitole sind nur noch Ruinen der portugiesischen Militäranlagen zu sehen, etwa der Flugplatz und Hubschrauberlandeplatz, einige erhaltene Gebäude und Verteidigungsstände.
Das ehemalige Militärlager von Saltinho ist heute eine Pousada. Die vor allem von portugiesischen Kriegsveteranen und Jagd- und Naturtouristen besuchte, einfache Hotelanlage bietet einen weiten Blick auf die hiesigen Stromschnellen und kleinen Wasserfälle am Rio Corubal. Eine portugiesische Brücke mit Betonbögen führt über den Fluss, in dem die Ruinen einer früheren Steinbrücke der Portugiesen zu sehen sind. Frauen der umliegenden Dörfer waschen hier häufig Wäsche, Geschirr und ihre Kinder. Der Ausblick auf die Brücke, auf den über Felsen springenden Fluss und die Waschfrauen sind häufige Fotomotive der Touristen und Fotografen.

## Gliederung
Der Sektor Xitole umfasst 131 Ortschaften, fast ausschließlich ländliche Dörfer (Tabancas), darunter:
- Cambessé (680 Einwohner)
- Cancode (ein Balanta-Dorf mit 149 und ein Mandinka-Dorf mit 421 Einwohnern)

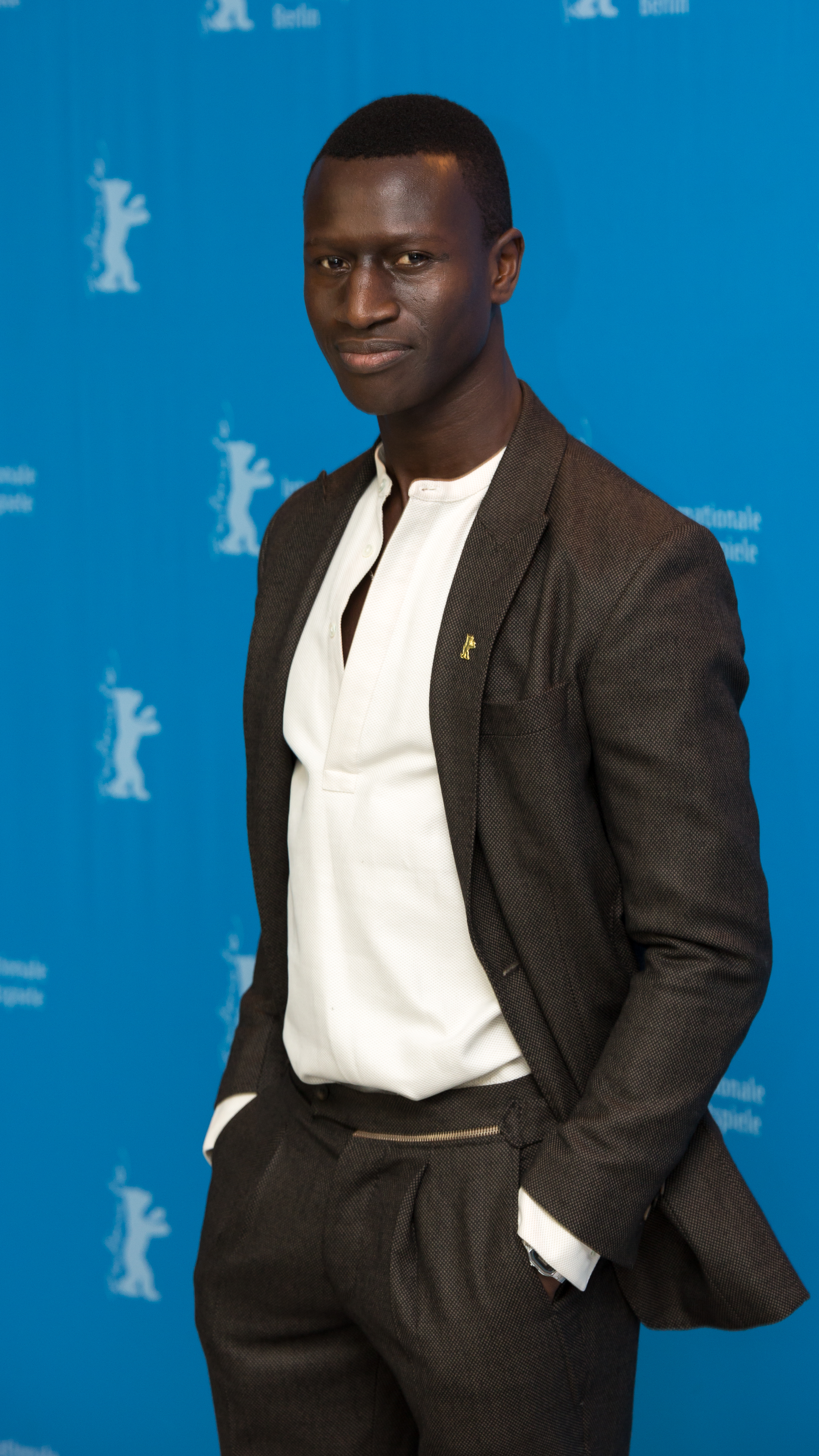
Welket Bungué auf der Berlinale 2017

- Dulo Sangele (497 Einwohner)
- Madina Maudo Buk (596 Einwohner)
- Saltinho (78 Einwohner)
- Tchumael (495 Einwohner)
- Xitole (447 Einwohner)

## Söhne und Töchter des Ortes
- Welket Bungué (* 1988), guinea-bissauisch-portugiesischer Schauspieler und Filmemacher